# Goniopsyllus dokdoensis
Goniopsyllus dokdoensis is een eenoogkreeftjessoort uit de familie van de Peltidiidae. De wetenschappelijke naam van de soort is voor het eerst geldig gepubliceerd in 2010 door Cho, W.S. Kim & Lee.